# Amphicerus securimentum
Amphicerus securimentum är en skalbaggsart som beskrevs av Pierre Lesne 1939. Amphicerus securimentum ingår i släktet Amphicerus och familjen kapuschongbaggar. Inga underarter finns listade i Catalogue of Life.